# Sprintvärldsmästerskapen i kanotsport 2021
Sprintvärldsmästerskapen i kanotsport 2021 avgjordes mellan den 16 och 19 september 2021 i Köpenhamn, Danmark.

## Medaljsummering

### Medaljtabell
*   Värdland ( Danmark)
| Nr                   | Nation               | Guld | Silver | Brons | Totalt |
| -------------------- | -------------------- | ---- | ------ | ----- | ------ |
| 1                    | Ungern               | 6    | 8      | 4     | 18     |
| 2                    | Belarus              | 4    | 2      | 2     | 8      |
| 3                    | Ukraina              | 3    | 1      | 1     | 5      |
| 4                    | RCF                  | 3    | 0      | 5     | 8      |
| 5                    | Tyskland             | 2    | 2      | 1     | 5      |
| 6                    | Spanien              | 2    | 1      | 0     | 3      |
| 7                    | Italien              | 2    | 0      | 1     | 3      |
| 8                    | Portugal             | 1    | 3      | 0     | 4      |
| 9                    | Danmark*             | 1    | 1      | 3     | 5      |
| 10                   | Sverige              | 1    | 1      | 0     | 2      |
| 11                   | Chile                | 1    | 0      | 1     | 2      |
| 12                   | Kanada               | 1    | 0      | 0     | 1      |
| 12                   | Nya Zeeland          | 1    | 0      | 0     | 1      |
| 14                   | Polen                | 0    | 3      | 3     | 6      |
| 15                   | Tjeckien             | 0    | 2      | 1     | 3      |
| 16                   | Kuba                 | 0    | 1      | 2     | 3      |
| 17                   | Slovakien            | 0    | 1      | 1     | 2      |
| 17                   | Storbritannien       | 0    | 1      | 1     | 2      |
| 19                   | Irland               | 0    | 1      | 0     | 1      |
| 20                   | Belgien              | 0    | 0      | 1     | 1      |
| 20                   | Lettland             | 0    | 0      | 1     | 1      |
| 20                   | Moldavien            | 0    | 0      | 1     | 1      |
| Totalt (22 nationer) | Totalt (22 nationer) | 28   | 28     | 29    | 85     |

### Herrar
Icke-olympiska klasser

#### Kanot
| Gren       | Guld                                                                  | Guld     | Silver                                                                    | Silver   | Brons                                                       | Brons    |
| C–1 500 m  | Conrad Scheibner Tyskland                                             | 1.46,55  | Martin Fuksa Tjeckien                                                     | 1.47,58  | Oleg Tarnovschi Moldavien Carlo Tacchini Italien            | 1.48,50  |
| C–1 1000 m | Conrad Scheibner Tyskland                                             | 3.50,73  | Martin Fuksa Tjeckien                                                     | 3.51,39  | Balázs Adolf Ungern                                         | 3.51,69  |
| C–1 5000 m | Balázs Adolf Ungern                                                   | 23.08,62 | Sebastian Brendel Tyskland                                                | 23.09,28 | Kirill Sjamsjurin RCF                                       | 23.30,18 |
| C–2 500 m  | Italien Nicolae Craciun Daniele Santini                               | 1.39,90  | Ungern Jonatán Hajdu Ádám Fekete                                          | 1:40.20  | RCF Viktor Melantiev Vladislav Tjebotar                     | 1.40,92  |
| C–2 1000 m | RCF Kirill Sjamsjurin Vladislav Tjebotar                              | 3.32,83  | Polen Wiktor Głazunow Tomasz Barniak                                      | 3.34,38  | Kuba Serguey Torres Fernando Jorge                          | 3.35,22  |
| C–4 500 m  | Ukraina Vitalij Verheles Andrij Rybatjok Jurij Vandjuk Taras Misjtjuk | 1-31.20  | Polen Aleksander Kitewski Arsen Śliwiński Michał Łubniewski Norman Zezula | 1.31,31  | RCF Pavel Petrov Michail Pavlov Viktor Melantiev Ivan Sjtyl | 1.31,55  |

#### Kajak
| Gren       | Guld                                                            | Guld     | Silver                                                    | Silver   | Brons                                                    | Brons    |
| K–1 200 m  | Andrea Di Liberto Italien                                       | 34,78    | Petter Menning Sverige                                    | 34,81    | Roberts Akmens Lettland                                  | 34,95    |
| K–1 500 m  | Mikita Borykaŭ Belarus                                          | 1.38,87  | João Ribeiro Portugal                                     | 1.39,88  | Moritz Florstedt Tyskland                                | 1.40,04  |
| K–1 1000 m | Fernando Pimenta Portugal                                       | 3.25,82  | Bálint Kopasz Ungern                                      | 3.26,49  | Aleh Jurenja Belarus                                     | 3.30,47  |
| K–1 5000 m | Bálint Noé Ungern                                               | 20.02,96 | Fernando Pimenta Portugal                                 | 20.03,19 | Mads Pedersen Danmark                                    | 20.13,25 |
| K–2 500 m  | Spanien Marcus Walz Rodrigo Germade                             | 1.29,04  | Tyskland Tobias-Pascal Schultz Martin Hiller              | 1.30,01  | Slovakien Samuel Baláž Denis Myšák                       | 1.30,09  |
| K–2 1000 m | Sverige Dennis Kernen Martin Nathell                            | 3.13,70  | Danmark Simon Jensen Morten Graversen                     | 3.14,46  | Ungern Bálint Noé Tamás Kulifai                          | 3.14,83  |
| K–4 500 m  | Ukraina Oleh Kucharyk Dmytro Danylenko Ihor Trunov Ivan Semykin | 1.20,19  | Slovakien Samuel Baláž Denis Myšák Csaba Zalka Adam Botek | 1.20,59  | Tjeckien Jakub Špicar Daniel Havel Jan Vorel Radek Šlouf | 1.20,69  |

### Damer
Icke-olympiska klasser

#### Kanot
| Gren       | Guld                                                                        | Guld     | Silver                                                      | Silver   | Brons                                                                           | Brons    |
| C–1 200 m  | Katie Vincent Kanada                                                        | 46,52    | Antía Jácome Spanien                                        | 46,79    | Dorota Borowska Polen                                                           | 46,90    |
| C–1 500 m  | María Mailliard Chile                                                       | 2.05,09  | Liudmyla Luzan Ukraina                                      | 2.05,77  | Alena Nazdrova Belarus                                                          | 2.05,86  |
| C–1 5000 m | Volha Klimava Belarus                                                       | 26.18,94 | Zsófia Kisbán Ungern                                        | 26.37,32 | María Mailliard Chile                                                           | 26.39,51 |
| C–2 200 m  | Spanien Patricia Coco María Corbera                                         | 43,88    | Kuba Yarisleidis Cirilo Katherin Nuevo                      | 43,89    | Ungern Giada Bragato Bianka Nagy                                                | 44,37    |
| C–2 500 m  | Ukraina Liudmyla Luzan Anastasiia Chetverikova                              | 1.55,85  | Belarus Alena Nazdrova Nadzeya Makarchanka                  | 1.57,12  | Kuba Yarisleidis Cirilo Katherin Nuevo                                          | 1.57,70  |
| C–4 500 m  | Belarus Alena Nazdrova Nadzeya Makarchanka Aliaksandra Kalaur Volha Klimava | 1.48,62  | Ungern Virág Balla Kincső Takács Laura Göncöl Réka Opavszky | 1.49,50  | Ukraina Liudmyla Luzan Olena Tsyhankova Yuliia Kolesnyk Anastasiia Chetverikova | 1.49,79  |

#### Kajak
| Gren       | Guld                                                                           | Guld     | Silver                                                         | Silver   | Brons                                                                          | Brons    |
| K–1 200 m  | Emma Jørgensen Danmark                                                         | 39,98    | Anna Lucz Ungern                                               | 40,71    | Natalia Podolskaja RCF                                                         | 40,79    |
| K–1 500 m  | Aimee Fisher Nya Zeeland                                                       | 1.48,08  | Tamara Csipes Ungern                                           | 1.49,00  | Emma Jørgensen Danmark                                                         | 1.49,85  |
| K–1 1000 m | Alida Dóra Gazsó Ungern                                                        | 3.56,04  | Lizzie Broughton Storbritannien                                | 3.59,29  | Pernille Knudsen Danmark                                                       | 4.00,32  |
| K–1 5000 m | Emese Kőhalmi Ungern                                                           | 22.57,48 | Jennifer Egan Irland                                           | 22.58,58 | Lizzie Broughton Storbritannien                                                | 22.59,45 |
| K–2 200 m  | RCF Kristina Kovnir Anastasiia Dolgova                                         | 37,41    | Ungern Blanka Kiss Anna Lucz                                   | 37,65    | Polen Dominika Putto Katarzyna Kołodziejczyk                                   | 37,67    |
| K–2 500 m  | Ungern Danuta Kozák Tamara Csipes                                              | 1.40,52  | Belarus Volha Khudzenka Maryna Litvinchuk                      | 1.40,70  | Belgien Hermien Peters Lize Broekx                                             | 1.42,15  |
| K–4 500 m  | Belarus Marharyta Makhneva Nadzeya Liapeshka Volha Khudzenka Maryna Litvinchuk | 1.32,55  | Ungern Danuta Kozák Tamara Csipes Anna Kárász Alida Dóra Gazsó | 1.32,71  | RCF Svetlana Chernigovskaya Elena Aniushina Kira Stepanova Anastasia Panchenko | 1.35,30  |

### Mixed
Icke-olympiska klasser
| Gren      | Guld                             | Guld  | Silver                                   | Silver | Brons                                       | Brons |
| C–2 200 m | RCF Irina Andrejeva Ivan Sjtyl   | 39,10 | Polen Michał Łubniewski Dorota Borowska  | 39,82  | Ungern Dávid Korisánszky Kincső Takács      | 40,02 |
| K–2 200 m | Ungern Anna Lucz Kolos Csizmadia | 33,94 | Portugal Messias Baptista Francisca Laia | 34,34  | Polen Marta Walczykiewicz Bartosz Grabowski | 34,35 |

## Parakanot

### Medaljtabell
*   Värdland ( Danmark)
| Nr                   | Nation               | Guld | Silver | Brons | Totalt |
| -------------------- | -------------------- | ---- | ------ | ----- | ------ |
| 1                    | Storbritannien       | 5    | 5      | 0     | 10     |
| 2                    | Ukraina              | 3    | 0      | 2     | 5      |
| 3                    | Tyskland             | 1    | 2      | 0     | 3      |
| 4                    | Brasilien            | 1    | 1      | 1     | 3      |
| 5                    | Ungern               | 1    | 0      | 2     | 3      |
| 6                    | Chile                | 0    | 1      | 1     | 2      |
| 6                    | Italien              | 0    | 1      | 1     | 2      |
| 6                    | Spanien              | 0    | 1      | 1     | 2      |
| 9                    | Frankrike            | 0    | 0      | 2     | 2      |
| 10                   | Portugal             | 0    | 0      | 1     | 1      |
| 10                   | Österrike            | 0    | 0      | 1     | 1      |
| Totalt (11 nationer) | Totalt (11 nationer) | 11   | 11     | 12    | 34     |

### Medaljtävlingar
Icke-Paralympiska klasser
| Gren          | Guld                               | Guld    | Silver                          | Silver  | Brons                       | Brons   |
| Herrarnas KL1 | Péter Pál Kiss Ungern              | 45,94   | Luis Cardoso da Silva Brasilien | 46,30   | Róbert Suba Ungern          | 47,86   |
| Herrarnas KL2 | Mykola Synjuk Ukraina              | 41,77   | Federico Mancarella Italien     | 41,96   | Markus Swoboda Österrike    | 42,88   |
| Herrarnas KL3 | Serhij Jemeljanov Ukraina          | 39,54   | Robert Oliver Storbritannien    | 40,68   | Juan Valle Spanien          | 41,04   |
| Herrarnas VL1 | Artur Tjuprov RCF                  | 1.04,80 | Robinson Méndez Chile           | 1.15,69 | Alessio Bedin Italien       | 1.16,40 |
| Herrarnas VL2 | Fernando Rufino de Paulo Brasilien | 53,93   | Higinio Rivero Spanien          | 56,21   | Norberto Mourão Portugal    | 56,54   |
| Herrarnas VL3 | Jack Eyers Storbritannien          | 50,01   | Stuart Wood Storbritannien      | 50,13   | Vladyslav Jepifanov Ukraina | 50,55   |
| Damernas KL1  | Maryna Mazjula Ukraina             | 52,69   | Edina Müller Tyskland           | 53,74   | Katherinne Wollermann Chile | 54,02   |
| Damernas KL2  | Charlotte Henshaw Storbritannien   | 48,73   | Emma Wiggs Storbritannien       | 50,70   | Katalin Varga Ungern        | 52,02   |
| Damernas KL3  | Laura Sugar Storbritannien         | 47,77   | Hope Gordon Storbritannien      | 48,25   | Nélia Barbosa Frankrike     | 48,78   |
| Damernas VL1  | Lillemor Köper Tyskland            | 1.24,32 | Esther Bode Tyskland            | 1.36,22 | Céline Brulais Frankrike    | 1.42,18 |
| Damernas VL2  | Emma Wiggs Storbritannien          | 57,55   | Maria Nikiforova RCF            | 1.05,11 | Débora Benevides Brasilien  | 1.06,30 |
| Damernas VL3  | Charlotte Henshaw Storbritannien   | 59,33   | Hope Gordon Storbritannien      | 1.00,69 | Natalija Lahutenko Ukraina  | 1.02,09 |